# 인바늪

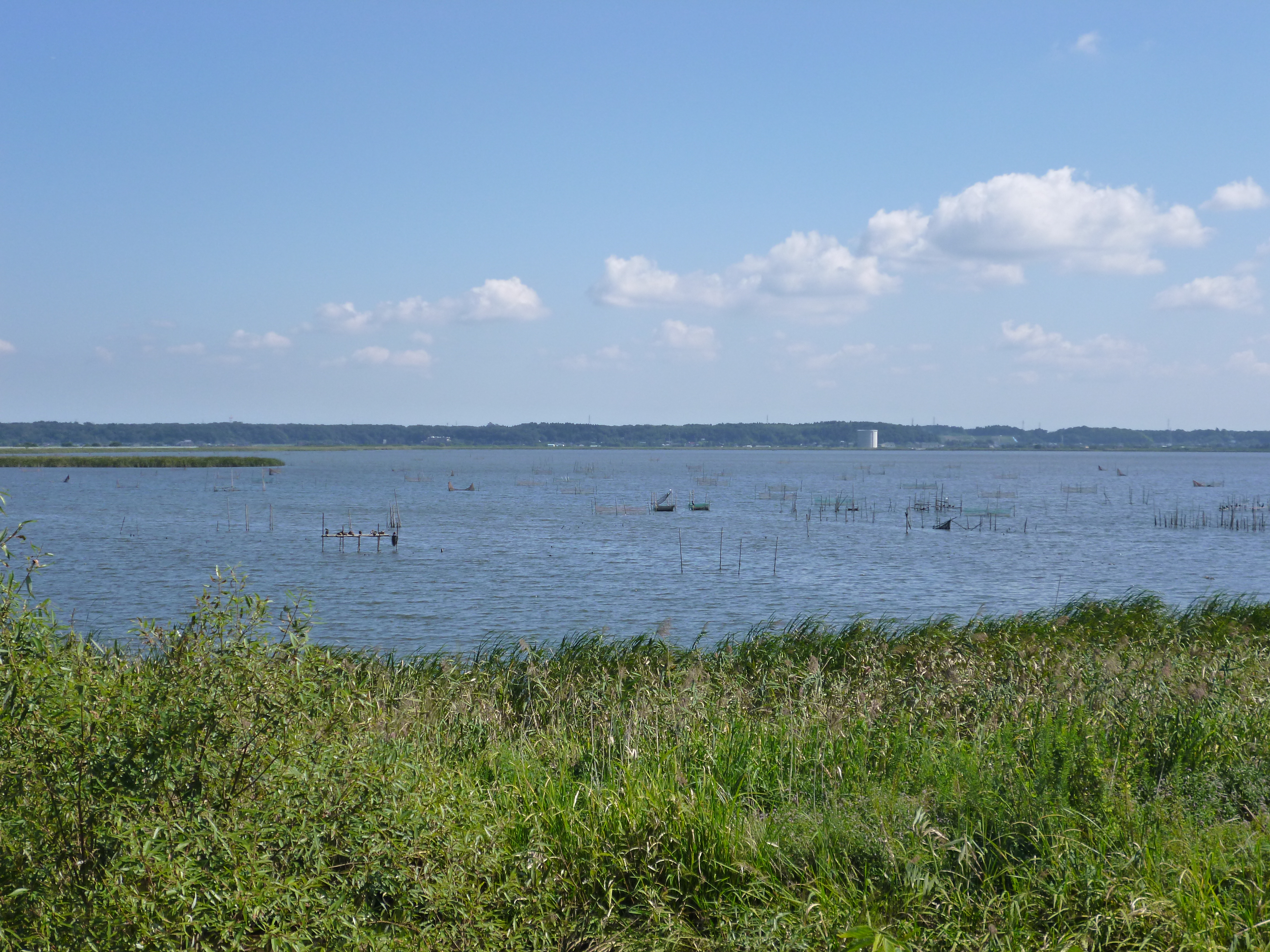

인바늪(일본어: 印旛沼 인바누마[*])은 지바현 북서부에 있으며 야치요시, 사쿠라시, 나리타시, 인자이시, 인바군 시스이정, 사카에정에 걸쳐있는 호소이다. 일본 호소수질보전특별조치법 지정 호소이기도 하다.

## 지리
도네강 하류의 우측 강변에 인접한 시모우사 대지의 중앙에 위치해 있다. 원래는 W자형의 큰 늪이었지만, 태평양 전쟁 이후 간척되어 2개의 늪으로 조성되었고, 두 늪은 가는 수로로 연결되어 있다. 그중, 북쪽에 있는 것을 북부조정지 또는 기타인바늪, 서쪽에 있는 것을 서부조정지 또는 니시인바늪으로 불리고 있다. 면적도 기존 면적의 반 이상으로 줄었지만, 지바현에서는 가장 큰 호소이다.
늪의 남쪽 연안에는 게이세이 전철 본선이 놓여 있으며, 가장 가까운 위치에 있는 사쿠라시는 도쿄의 위성도시이다. 호소 동쪽에는 나리타 뉴타운이 있으며, 북서쪽에는 지바 뉴타운이 입지해 있다. 또, 2006년 2월 기공을 한 기타지바 도로 및 나리타 신고속철도 정비사업에서는 기타인바 늪을 횡단할 계획에 있다.
도쿄 도심에서 30~50 km 떨어져 수도권에 인접한 까닭에 유역인구는 72만 7천여명으로 비와호, 가스미가우라호에 이어 일본에서 3번째로 많다. 유역면적은 487.18 km2이다.
통상, 인바늪의 물은 기타인바늪에서 나가토강을 따라 도네강으로 합류한다. 그러나, 인바늪 자체에 물이 많아질 경우와 도네강의 물이 많아질 경우, 이제까지의 유출경로가 바뀌어 니시인바늪에서 인바 방수로를 통해 도쿄만으로 빠져나간다.